# Уэстфилд (деревня, Нью-Йорк)
Уэстфилд (англ. Westfield) — американская деревня в округе Шатокуа, штата Нью-Йорк. Располагается в границах одноименного населенного пункта. Под наименованием "Перекресток" (Crossroads) ведет свою историю с 1802 года. По данным переписи 2010 года население составляло 3 481 человек. Код FIPS 36-79939, GNIS ID 0970918, ZIP-код 14787.

## Население
По данным переписи 2010 года население составляло 3 464 человека, в городе проживало 918 семей, находилось 1 367 домашних хозяйств и 1 476 строений с плотностью застройки 149,6 строения на км². Плотность населения 352,8 человека на км². Расовый состав населения: белые - 97,6%, афроамериканцы - 0,40%, коренные американцы (индейцы) - 0,3%, азиаты - 0,6%, представители других рас - 1,8%, представители двух или более рас - 0,8%. Испаноязычные составляли 3,3% населения.
В 2000 году средний доход на домашнее хозяйство составлял $32 136 USD, средний доход на семью $43 028 USD. Мужчины имели средний доход $30 878 USD, женщины $22 500 USD. Средний доход на душу населения составлял $15 828 USD. Около 11,1% семей и 17,4% населения находятся за чертой бедности, включая 21,1% молодежи (до 18 лет) и 19,1% престарелых (старше 65 лет).